# Por Quem os Sinos Dobram (álbum)
Por Quem os Sinos Dobram é o nono álbum de estúdio solo do cantor e compositor brasileiro Raul Seixas, lançado em 1979.

## História
Por Quem os Sinos Dobram, cujo título foi inspirado no filme homônimo baseado em livro de Ernest Hemingway, traz alguns clássicos da obra de Raul Seixas, como "O Segredo do Universo", e a faixa-título, "Por Quem os Sinos Dobram". Raul assina todas as músicas com um novo parceiro, o argentino Oscar Rasmussen.
O álbum foi composto numa época conturbada da vida do cantor, depois do fim de seu segundo casamento, e após um episódio que lhe rendeu aparições nas páginas policiais, depois que um homem foi encontrado assassinado em seu apartamento. Este álbum, assim como o anterior, não fez muito sucesso na época. Por conta disso, Raul Seixas deixa a gravadora WEA e parte para a Discos CBS.

## Faixas
Todas as faixas foram compostas por Raul Seixas e Oscar Rasmussen, exceto onde indicado.
| Lado A         |                       |         |  |
| N.º            | Título                | Duração |  |
| 1.             | "Ide a Mim Dada"      | 3:20    |  |
| 2.             | "Diamante de Mendigo" | 3:27    |  |
| 3.             | "A Ilha da Fantasia"  | 2:23    |  |
| 4.             | "Na Rodoviária"       | 3:09    |  |
| Duração total: | Duração total:        | 12:19   |  |

| Lado B         |                            |                                                     |         |  |
| N.º            | Título                     | Compositor(es)                                      | Duração |  |
| 1.             | "Por Quem os Sinos Dobram" |                                                     | 3:45    |  |
| 2.             | "O Segredo do Universo"    |                                                     | 3:15    |  |
| 3.             | "Dá-lhe que Dá"            |                                                     | 2:08    |  |
| 4.             | "Movido a Álcool"          | Raul Seixas / Oscar Rasmussen / Tânia Menna Barreto | 2:24    |  |
| 5.             | "Réquiem para uma Flor"    |                                                     | 2:13    |  |
| Duração total: | Duração total:             | Duração total:                                      | 13:45   |  |

## Créditos

### Músicos
- Violão: Dori Caymmi
- Guitarra elétrica: Robson Jorge, Rick Ferreira e Sérgio Dias
- Teclados: Dom Charlie
- Flauta: Danilo Caymmi
- Saxofone: Oberdan Magalhães
- Baixo: Paulo César Barros
- Bateria: Picolé, Mamão e Pedrinho Batera

### Ficha técnica
- Produção: Gastão Lamounier e Oscar Rasmussen
- Técnicos de gravação: Don Lewis, Rafael Azulay
- Auxiliar de gravação: Mário
- Mixagem: Don Lewis, Waldir Pinheiro, Gastão Lamounier, Raul Seixas e Vítor Farias
- Assistente técnico: Pimentel e Ari (Level) e Dudu Marques (Transamérica-RJ)
- Arranjos de base: Raul Seixas, Paulo César Barros e Dori Caymmi
- Layout, Ilustração e Arte Final: Nilo de Paula
- Foto: Paulo Vasconcelos